# Hôtel de ville de Rethel
L'hôtel de ville de Rethel abrite une partie des services municipaux de la ville de Rethel. Après avoir été labellisé « Patrimoine du XXe siècle », il est inscrit au titre des monuments historiques par arrêté du 25 septembre 2015.

## Historique
De création ancienne, il subit de graves dommages lors des deux Guerres mondiales. Il est reconstruit entre 1925 et 1931 selon les plans de l'architecte  Boulanger.

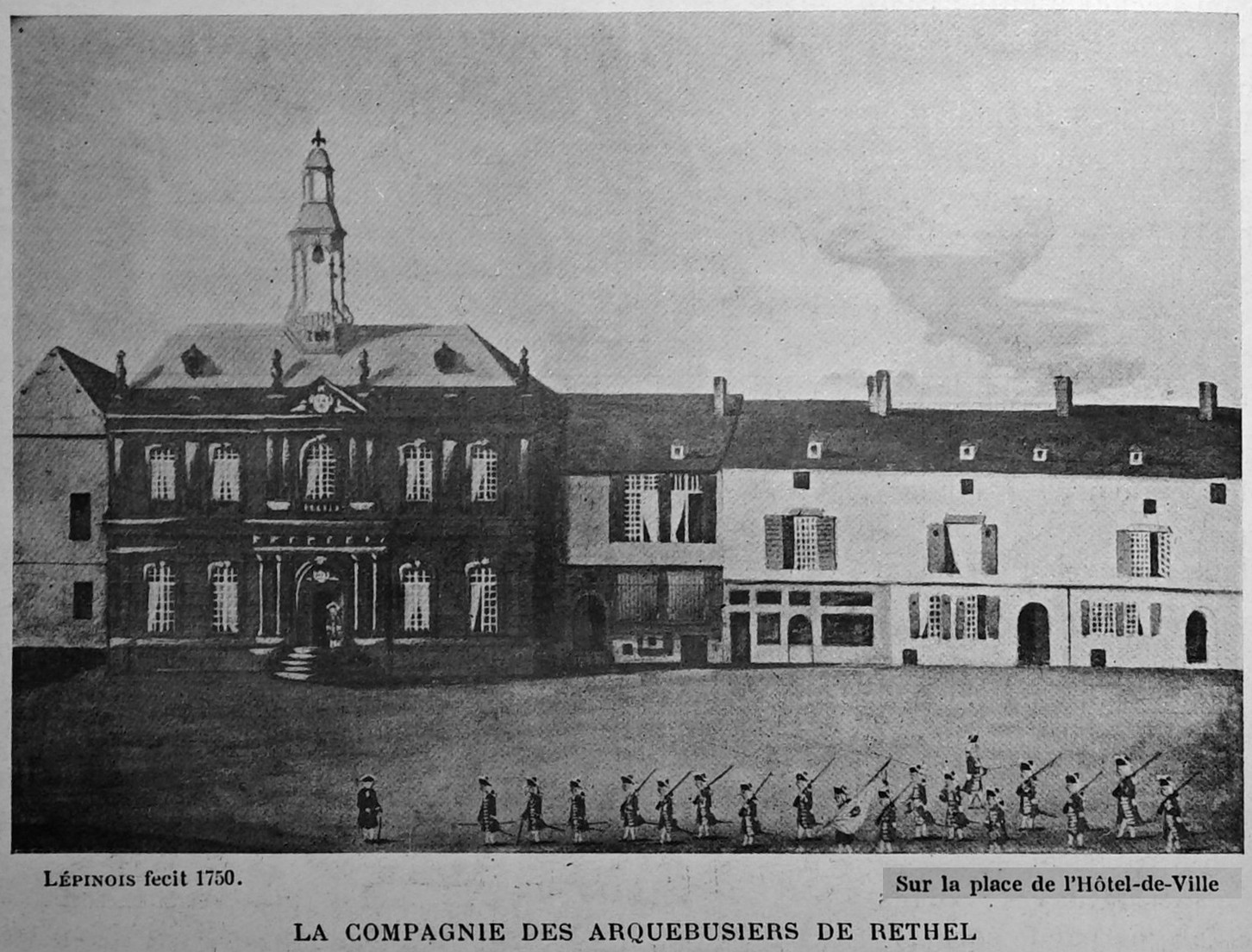
Parade de la compagnie d'arquebusiers au XVIIIe siècle devant le bâtiment.
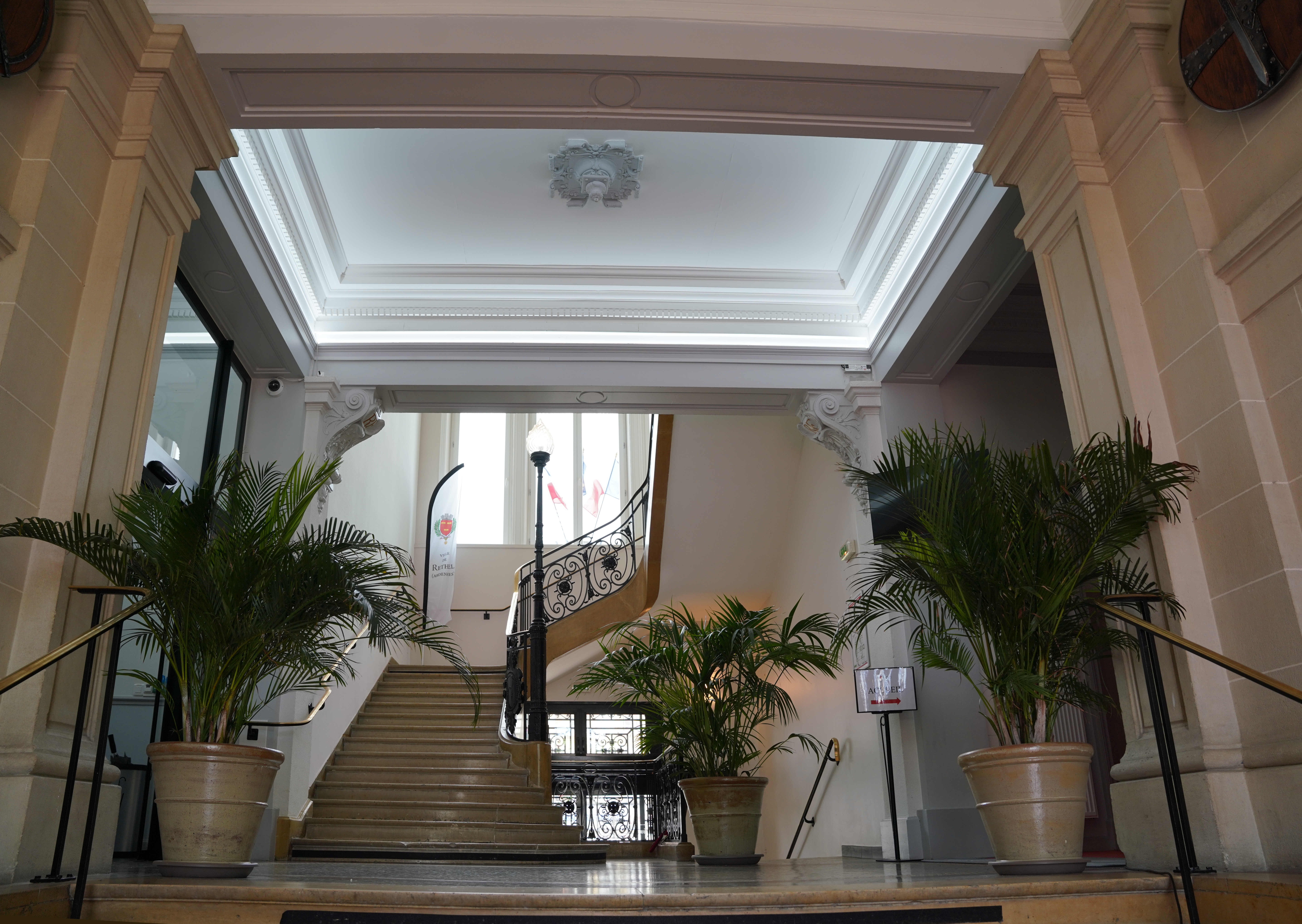
Le halle d'entrée.
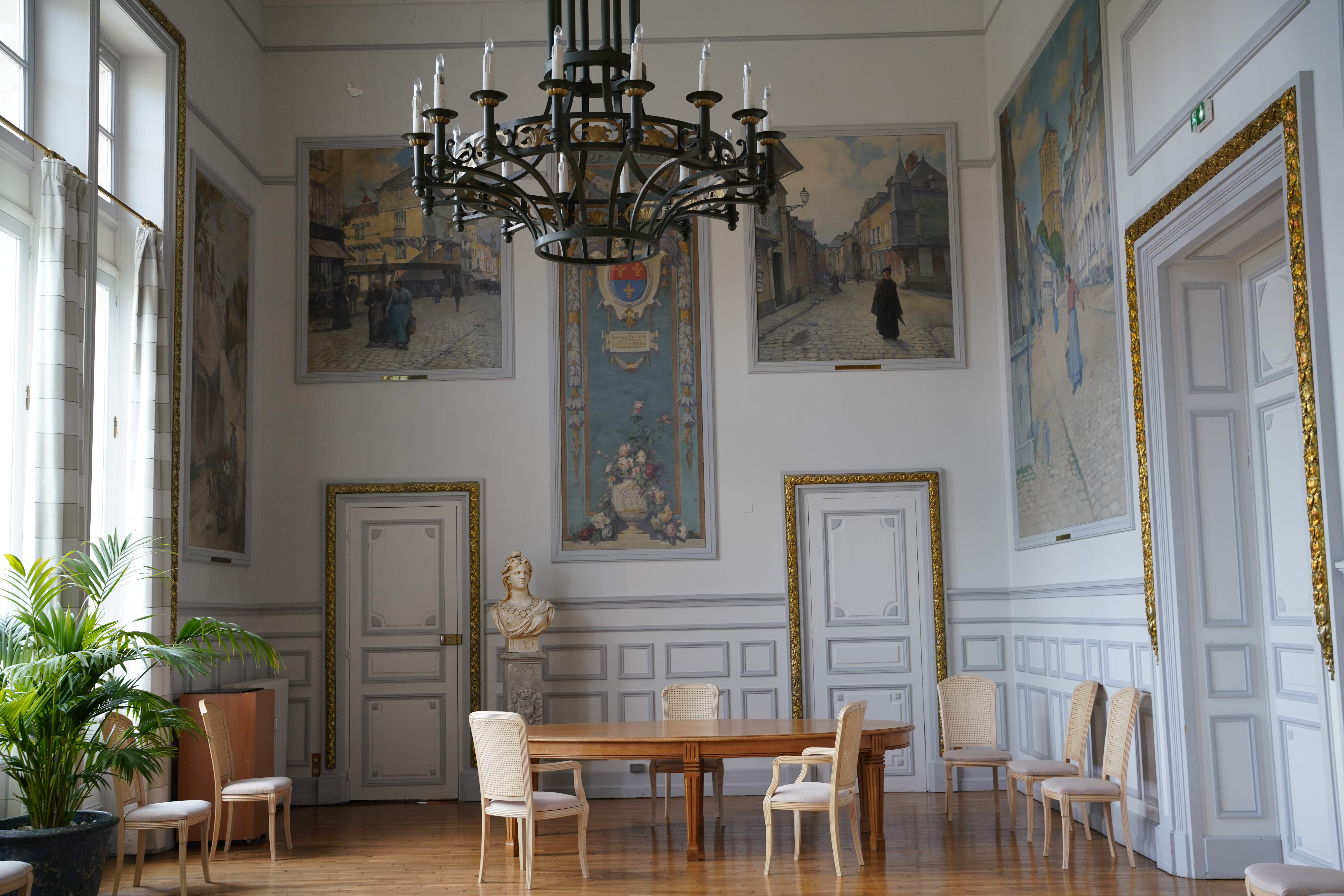
Le salon d'honneur au premier étage.